# Chauffayer
Chauffayer foi uma comuna francesa na região administrativa da Provença-Alpes-Costa Azul, no departamento de Altos-Alpes. Estendia-se por uma área de 10,9 km². Em 2010 a comuna tinha 716 habitantes (densidade: 65,7 hab./km²).
Em 1 de janeiro de 2018, passou a formar parte da nova comuna de Aubessagne.